# Helmuth Bendt
Helmuth Bendt (* 7. Januar 1939 in Düren; † 26. Oktober 1999 in der Nähe von Alicante, Spanien) war ein deutscher Fernsehmoderator.

## Leben
Bendt hatte nach seinem Abitur ein Volontariat bei den Dürener Nachrichten, einer Lokalausgabe der Aachener Nachrichten, begonnen. 1960 gewann er den Reporter-Wettbewerb des SWF in Baden-Baden. Bis 1962 folgte ein Volontariat beim SWF, nebenher arbeitete Bendt auch für den Saarländischen Rundfunk. 
Seit dem 1. September 1962 war er in den Diensten des ZDF. Dort wirkte er zunächst als Redakteur und Reporter für Politik und Zeitgeschehen, ab 1964 auch als Sportreporter und -redakteur, wurde aber auch als Sprecher und Regisseur in ebendiesem Bereich eingesetzt. Zusammen mit Karlheinz Rudolph baute er die Sendung Die Drehscheibe auf. Von 1973 bis 1981 moderierte er die 57 Ausgaben der Diskussionsreihe Sparring (monatlich, jeweils samstags um 16 Uhr). Bei der Fußball-Weltmeisterschaft 1974 war er als Stadionsprecher im Einsatz.
Vor allem bekannt wurde Helmuth Bendt als Moderator des Aktuellen Sportstudios im ZDF. Von 1963 bis 1981 moderierte er 30 Ausgaben der Sportsendung. 1975 erhielt er die Goldene Kamera und 1976 den Bambi als Auszeichnung. Bendt war ebenso Autor von Sportbüchern.
In den 1980er Jahren wechselte Bendt zum Privatsender Sat.1 und wurde dort Sportchef.
1993 starb seine Lebensgefährtin Elke Kast im Alter von 47 Jahren. In seinen letzten Jahren hielt sich Bendt viel in Spanien auf. Am 26. Oktober 1999 starb Helmuth Bendt im Alter von 60 Jahren in der Nähe der spanischen Stadt Alicante. Die Beisetzung fand auf dem Neuen Friedhof seiner Heimatstadt Düren statt.

## Werke
- Das Buch der deutschen Olympiasieger. Hundert Medaillengewinner erzählen. 1908–1972. Erinnerungen, Berichte, Dokumente, Bilder. Mit Beiträgen von Willi Daume, Josef Neckermann und Wim Thoelke 1. Aufl.